# Bansi Lal
Bansi Lal, född 26 augusti 1927 i Golagarh i Punjab (nuvarande Haryana) i Indien, 
död 28 mars 2006 i New Delhi i Indien.
Lal var chefsminister i Haryana vid tre tillfällen, 1968-1975, 1985-1987 samt 1996-1999. Han var Indiens försvarsminister 1975-1977.